# كيهان
كيهان (بالفارسية: کیهان) هي صحيفة إيرانية تصدر يوميًا باللغة الفارسية تتبع فئة المحافظين في إيران، تأسست عام 1943م ، ولها ملاحق باللغتين الإنجليزية والعربية.

## انظر ايضًا
- کیهان العربي.

## وصلات خارجية
- الموقع الرسمي لصحيفة كيهان باللغة القارسية
- ملحق صحيفة كيهان باللغة العربية
- ملحق كيهان باللغة الإنجليزية